# Station Grande-Synthe
Station Grande-Synthe is een spoorwegstation in de Franse gemeente Groot-Sinten.